# Gran Premio de Novela de la Academia Francesa
El Grand Prix du Roman (Gran Premio de novela) es un premio literario francés, creado en 1918, y otorgado cada año por la Academia Francesa.

## Lista de premiados
| Año  | Escritor                      | Obra                                                                          | Notas                                                  | Foto |
| ---- | ----------------------------- | ----------------------------------------------------------------------------- | ------------------------------------------------------ | ---- |
| 1915 | Paul Acker                    |                                                                               | Otorgado por el conjunto de su obra                    |      |
| 1916 | Louis de Blois (Avesnes)      | L'Île heureuse                                                                |                                                        |      |
| 1917 | Charles Géniaux               |                                                                               | Otorgado por el conjunto de su obra                    |      |
| 1918 | Camille Mayran                | Histoire de Gotton Connixloo                                                  |                                                        |      |
| 1919 | Pierre Benoit                 | L'Atlantide                                                                   |                                                        |      |
| 1920 | André Corthis                 | Pour moi seule                                                                |                                                        |      |
| 1921 | Pierre Villetard              | Monsieur Bille dans la tourmente                                              |                                                        |      |
| 1922 | Francis Carco                 | L'Homme traqué                                                                |                                                        |      |
| 1923 | Alphonse de Châteaubriant     | La Brière                                                                     |                                                        |      |
| 1924 | Émile Henriot                 | Aricie Brun ou les Vertus bourgeoises                                         |                                                        |      |
| 1925 | François Duhourcau            | L'Enfant de la victoire                                                       | Otorgado por el conjunto de su obra                    |      |
| 1926 | François Mauriac              | Le Désert de l'amour                                                          |                                                        |      |
| 1927 | Joseph Kessel                 | Les Captifs                                                                   |                                                        |      |
| 1928 | Jean Balde                    | Reine d'Arbieux                                                               |                                                        |      |
| 1929 | André Demaison                | Le Livre des bêtes qu'on appelle sauvages                                     |                                                        |      |
| 1930 | Jacques de Lacretelle         | Amour nuptial                                                                 |                                                        |      |
| 1931 | Henri Pourrat                 | Gaspard des montagnes                                                         |                                                        |      |
| 1932 | Jacques Chardonne             | Claire                                                                        |                                                        |      |
| 1933 | Roger Chauviré                | Mademoiselle de Bois-Dauphin                                                  |                                                        |      |
| 1934 | Paule Régnier                 | L'Abbaye d'Évolayne                                                           |                                                        |      |
| 1935 | Albert Touchard               | La Guêpe                                                                      |                                                        |      |
| 1936 | Georges Bernanos              | Journal d'un curé de campagne                                                 | Trad.: Diario de un cura rural                         |      |
| 1937 | Guy de Pourtalès              | La Pêche miraculeuse                                                          |                                                        |      |
| 1938 | Jean de La Varende            | Le Centaure de Dieu                                                           |                                                        |      |
| 1939 | Antoine de Saint-Exupéry      | Tierra de hombres (Terre des hommes)                                          |                                                        |      |
| 1940 | Édouard Peisson               | Le Voyage d'Edgar                                                             |                                                        |      |
| 1941 | Robert Bourget-Pailleron      | La Folie Hubert                                                               |                                                        |      |
| 1942 | Jean Blanzat                  | L'Orage du matin                                                              |                                                        |      |
| 1943 | Joseph-Henri Louwyck          | Danse pour ton ombre                                                          |                                                        |      |
| 1944 | Pierre Lagarde                | Valmaurie                                                                     |                                                        |      |
| 1945 | Marc Blancpain                | Le Solitaire                                                                  |                                                        |      |
| 1946 | Jean Orieux                   | Fontagre                                                                      |                                                        |      |
| 1947 | Philippe Hériat               | Famille Boussardel                                                            |                                                        |      |
| 1948 | Yves Gandon                   | Ginèvre                                                                       |                                                        |      |
| 1949 | Yvonne Pagniez                | Évasion 44                                                                    |                                                        |      |
| 1950 | Joseph Jolinon                | Les Provinciaux                                                               |                                                        |      |
| 1951 | Bernard Barbey                | Chevaux abandonnés sur le champ de bataille                                   |                                                        |      |
| 1952 | Henri Castillou               | Le Feu de l'Etna                                                              |                                                        |      |
| 1953 | Jean Hougron                  | Mort en fraude                                                                |                                                        |      |
| 1954 | Pierre Moinot                 | La Chasse royale                                                              | Ex-æquo                                                |      |
| 1954 | Paul Mousset                  | Neige sur un amour nippon                                                     | Ex-æquo                                                |      |
| 1955 | Michel de Saint-Pierre        | Les Aristocrates                                                              |                                                        |      |
| 1956 | Paul Guth                     | Le Naïf Locataire                                                             |                                                        |      |
| 1957 | Jacques de Bourbon Busset     | Le Silence et la Joie                                                         |                                                        |      |
| 1958 | Henri Queffélec               | Un royaume sous la mer                                                        |                                                        |      |
| 1959 | Gabriel d'Aubarède            | La Foi de notre enfance                                                       |                                                        |      |
| 1960 | Christian Murciaux            | Notre-Dame des désemparés                                                     |                                                        |      |
| 1961 | Pham Van Ky                   | Perdre la demeure                                                             | Primer vietnamita galardonado                          |      |
| 1962 | Michel Mohrt                  | La Prison maritime                                                            |                                                        |      |
| 1963 | Robert Margerit               | La Révolution                                                                 |                                                        |      |
| 1964 | Michel Droit                  | Le Retour                                                                     |                                                        |      |
| 1965 | Jean Husson                   | Le Cheval d'Herbeleau                                                         |                                                        |      |
| 1966 | François Nourissier           | Une histoire française                                                        |                                                        |      |
| 1967 | Michel Tournier               | Vendredi ou les Limbes du Pacifique                                           |                                                        |      |
| 1968 | Albert Cohen                  | Bella del Señor                                                               | Primer suizo galardonado                               |      |
| 1969 | Pierre Moustiers              | La Paroi                                                                      |                                                        |      |
| 1970 | Bertrand Poirot-Delpech       | La Folle de Lituanie                                                          |                                                        |      |
| 1971 | Jean d'Ormesson               | La Gloire de l'Empire                                                         |                                                        |      |
| 1972 | Patrick Modiano               | Les Boulevards de ceinture                                                    | Trad.: Los bulevares periféricos, 1977                 |      |
| 1973 | Michel Déon                   | Un taxi mauve                                                                 |                                                        |      |
| 1974 | Kléber Haedens                | Adios                                                                         |                                                        |      |
| 1975 |                               |                                                                               | Declarado desierto                                     |      |
| 1976 | Pierre Schoendoerffer         | Le Crabe-tambour                                                              |                                                        |      |
| 1977 | Camille Bourniquel            | Tempo                                                                         |                                                        |      |
| 1978 | Pascal Jardin                 | Le Nain jaune                                                                 |                                                        |      |
| 1979 | Henri Coulonges               | L'Adieu à la femme sauvage                                                    |                                                        |      |
| 1980 | Louis Gardel                  | Fort Saganne                                                                  |                                                        |      |
| 1981 | Jean Raspail                  | Moi, Antoine de Tounens, roi de Patagonie                                     |                                                        |      |
| 1982 | Vladimir Volkoff              | Le Montage                                                                    |                                                        |      |
| 1983 | Liliane Guignabodet           | Natalia                                                                       |                                                        |      |
| 1984 | Jacques-Francis Rolland       | Un dimanche inoubliable près des casernes                                     |                                                        |      |
| 1985 | Patrick Besson                | Dara                                                                          |                                                        |      |
| 1986 | Pierre-Jean Rémy              | Une ville immortelle                                                          |                                                        |      |
| 1987 | Frédérique Hébrard            | Le Harem                                                                      |                                                        |      |
| 1988 | François-Olivier Rousseau     | La Gare de Wannsee                                                            |                                                        |      |
| 1989 | Geneviève Dormann             | Le Bal du dodo                                                                |                                                        |      |
| 1990 | Paule Constant                | White Spirit                                                                  |                                                        |      |
| 1991 | François Sureau               | L'Infortune                                                                   |                                                        |      |
| 1992 | Franz-Olivier Giesbert        | L'Affreux                                                                     |                                                        |      |
| 1993 | Philippe Beaussant            | Héloïse                                                                       |                                                        |      |
| 1994 | Frédéric Vitoux               | La Comédie de Terracina                                                       |                                                        |      |
| 1995 | Alphonse Boudard              | Mourir d'enfance                                                              |                                                        |      |
| 1996 | Calixthe Beyala               | Les Honneurs perdus                                                           |                                                        |      |
| 1997 | Patrick Rambaud               | La Bataille                                                                   | Premio Goncourt del mismo año                          |      |
| 1998 | Anne Wiazemsky                | Une poignée de gens                                                           |                                                        |      |
| 1999 | Amélie Nothomb                | Estupor y temblores (Stupeur et tremblements)                                 | Ex-æquo. Autora belga                                  |      |
| 1999 | François Taillandier          | Anielka                                                                       | Ex-æquo                                                |      |
| 2000 | Pascal Quignard               | Terrasse à Rome                                                               |                                                        |      |
| 2001 | Éric Neuhoff                  | Un bien fou                                                                   |                                                        |      |
| 2002 | Marie Ferranti                | La Princesse de Mantoue                                                       |                                                        |      |
| 2003 | Jean-Noël Pancrazi            | Tout est passé si vite                                                        |                                                        |      |
| 2004 | Bernard du Boucheron          | Court Serpent                                                                 |                                                        |      |
| 2005 | Henriette Jelinek             | Le Destin de Iouri Voronine                                                   |                                                        |      |
| 2006 | Jonathan Littell              | Las benévolas (Les Bienveillantes)                                            | Trad.: Las benevolentes. Premio Goncourt del mismo año |      |
| 2007 | Vassilis Alexakis             | Ap. J.-C.                                                                     |                                                        |      |
| 2008 | Marc Bressant                 | La Dernière conférence                                                        |                                                        |      |
| 2009 | Pierre Michon                 | Les Onze                                                                      |                                                        |      |
| 2010 | Eric Faye                     | Nagasaki                                                                      |                                                        |      |
| 2011 | Sorj Chalandon                | Retour à Killybegs                                                            |                                                        |      |
| 2012 | Joël Dicker                   | La verdad sobre el caso Harry Quebert (La Vérité sur l’affaire Harry Quebert) | Segundo suizo galardonado                              |      |
| 2013 | Christophe Ono-dit-Biot       | Plonger                                                                       |                                                        |      |
| 2014 | Adrien Bosc                   | Constellation                                                                 |                                                        |      |
| 2015 | Hédi Kaddour                  | Les Prépondérants                                                             | Ex-æquo. Autor tunecino                                |      |
| 2015 | Boualem Sansal                | 2084: El fin del mundo (2084: la fin du monde)                                | Ex-æquo. Autor argelino                                |      |
| 2016 | Adélaïde de Clermont-Tonnerre | Le dernier des nôtres                                                         |                                                        |      |
| 2017 | Daniel Rondeau                | Mécaniques du chaos                                                           |                                                        |      |